# Опасни връзки (филм, 1959)
Вижте пояснителната страница за други значения на Опасни връзки.
„Опасни връзки“ (на френски: Les liaisons dangereuses) е драма на режисьора Роже Вадим от 1959 година с участието на Жерар Филип, Жана Моро и Жан-Луи Трентинян. Филмът е копродукция на Франция и Италия и е заснет по мотиви от едноименната новела от 1782 година на Пиер Шодерло дьо Лакло.

## Сюжет
Франция, края на петдесетте години на XX век. Валмон (Жерар Филип) и Жулиет (Жана Моро) са брачна двойка, които си помагат един на друг в опитите да започнат извънбрачни връзки. Последният любовник на Жулиет, Курт (Николас Фогел) я изоставя, за да се ожени за шестнадесет годишната Сесил (Жана Валери). Търсейки отмъщение, Жулиета призовава съпруга си да съблазни девствената Сесил, докато е на почивка в зимния курорт Межев. Сесил е влюбена в студента Дансени (Жан-Луи Трентинян), но той не желае да се ожени за нея, защото не може да я издържа. В курорта, Валмон се запознава с красивата и добродушна Мариан (Анет Вадим), която има щастлив брак със скандинавски съдия и малко дете. Той решава да я съблазни, но и да бъде честен спрямо нея, разкривайки и що за човек е всъщност. На Валмон се отдава да съблазни и Сесил, шантажирайки я. Младата девойка признава всичко на Жулиет, която я насърчава да продължи да се среща със съпруга и, което и Сесил прави.
След края на почивката, Мариан заминава за Париж, а Валмон тръгва след нея и в крайна сметка постига целта си, но неочаквано се влюбва в нея. Мариан е готова да напусне съпруга си заради него, но ревнивата Жулиет и изпраща телеграма от името на Валмон, в която пише, че връзката им е приключила. Сесил се оплаква на Жулиет, че е бременна от Валмон и я моли да убеди Дансени, че детето е негово и трябва да се ожени за нея. Вместо това, Жулиет заявява на Дансени, че не е длъжен да се жени и се подготвя да го съблазни. Валмон и Сесил разкриват на Дансени двуличността на Жулиет. Тогава тя му казва, че те двамата са спали заедно и в изблик на ярост Дансени убива Валмон. През цялото време Валмон е документирал действията на съпругата си. Жулиет изгаря писанията, но остава душевно обезобразена от това за цял живот.

## В ролите
| Изпълнител        | Роля              |
| ----------------- | ----------------- |
| Жерар Филип       | Валмон Дьо Мертюл |
| Жана Моро         | Жулиет Дьо Мертюл |
| Жана Валери       | Сесил Воланже     |
| Анет Вадим        | Мариан Турвел     |
| Симон Рено        | мадам Воланже     |
| Жан-Луи Трентинян | Дансени           |
| Николас Фогел     | Курт              |
| Борис Виан        | Преван            |
| Мадлен Ламбер     | мадам Розмонд     |